# Amazona tresmariae
Amazona tresmariae és una espècie d'ocell de la família dels psitàcids que habita a les illes Marías, a Mèxic. Considerada freqüentment una subespècie de l'Amazona capgroga (Amazona oratrix).